# Збройні сили Франції
Збро́йні си́ли Франції (фр. Forces armées françaises) складаються з чотирьох видів збройних сил - сухопутних військ, військово-морського флоту, повітряно-космічних сил і національної жандармерії. Національна гвардія служить військовим резервом французьких збройних сил. Згідно з Конституцією Франції, президент Франції є головнокомандувачем французьких збройних сил. Франція має восьмий за величиною оборонний бюджет у світі і другий за величиною в Європейському Союзі (ЄС). Вона також має найбільшу за чисельністю армію в ЄС. У звіті Credit Suisse за 2015 рік французькі збройні сили посідають шосте місце у світі серед найпотужніших збройних сил.
Загалом, Франція є однією з небагатьох країн, у складі збройних сил якої є майже повний спектр сучасного озброєння та військової техніки власного виробництва — від стрілецької зброї до ударних атомних авіаносців (які, окрім Франції, є тільки у США).
Франція з 4 квітня 1949 року була членом військово-політичної організації НАТО. З липня 1966 року вийшла з військової організації, залишаючись учасницею політичної структури Північноатлантичного договору. 2009 року повернулась до усіх залишених структур.
Франція також є членом Ядерного клубу.
У 2003 році у Франції було завершено другу частину реформи збройних сил, яку було розпочато 1996 року. У рамках цієї реформи відбулись скасування призову й перехід до професійної, менш численної, але ефективнішої армії. Реформа мала тривати до 2015 року.

## Історія
Військова історія Франції охоплює величезну кількість конфліктів і боротьби, що тривали понад 2000 років на територіях, що охоплюють сучасну Францію, велику Європу і французькі територіальні володіння за океаном. За словами британського історика Ніла Ферґюсона, французи брали участь у 50 зі 125 великих європейських воєн, що точилися з 1495 року; це більше, ніж будь-яка інша європейська держава. За ними йдуть австрійці, які воювали в 47 з них, іспанці — в 44 і англійці (а пізніше британці), які брали участь в 43. Крім того, з усіх зафіксованих конфліктів, що відбулися з 387 року до н.е., Франція брала участь у 168 з них, виграла 109, програла 49 і звела внічию 10.
Гало-римський конфлікт тривав з 60 року до н.е. до 50 року н.е., коли римляни здобули перемогу в завоюванні Галлії Юлієм Цезарем. Після занепаду Римської імперії германське плем'я, відоме як франки, взяло під свій контроль Галлію, перемігши конкуруючі племена. "Земля Франків", від якої походить назва Франції, досягла найвищих точок експансії за часів королів Хлодвіга I та Карла I Великого. У Середньовіччі суперництво з Англією та Священною Римською імперією призвело до великих конфліктів, таких як Нормандське завоювання та Столітня війна. Завдяки все більш централізованій монархії, першій постійній армії з часів Римської імперії та використанню артилерії, Франція вигнала англійців зі своєї території і вийшла з Середньовіччя наймогутнішою державою Європи, щоб потім поступитися цим статусом Іспанії після поразки в Італійських війнах. Релігійні війни скалічили Францію наприкінці 16 століття, але велика перемога над Іспанією у Тридцятилітній війні знову зробила Францію наймогутнішою державою на континенті. Паралельно Франція створила свою першу колоніальну імперію в Азії, Африці та Америці. За Людовика XIV Франція досягла військової переваги над своїми суперниками, але ескалація конфліктів з дедалі потужнішими ворожими коаліціями обмежила французькі амбіції і призвела до банкрутства королівства на початку XVIII століття.

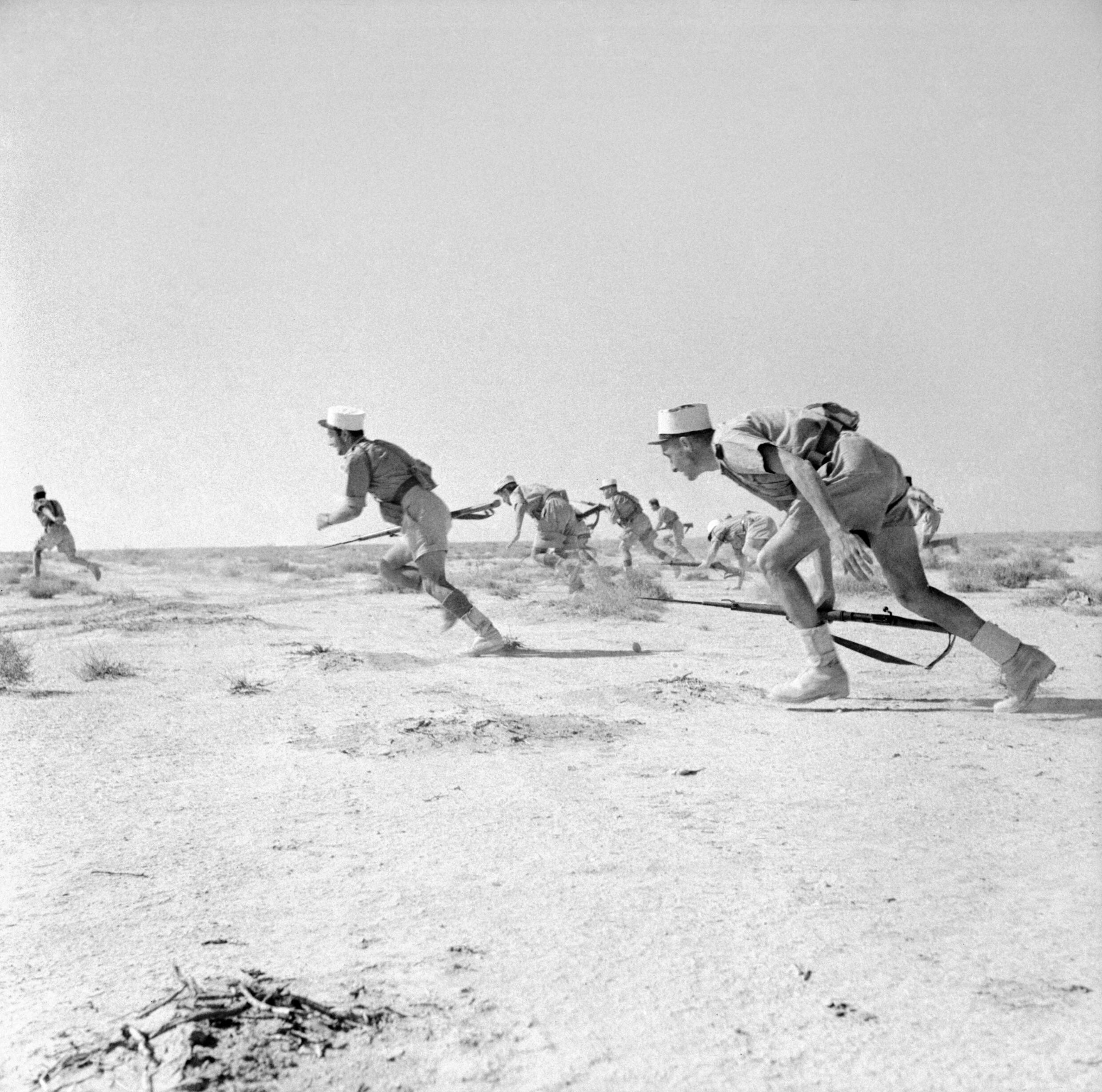
Легіонери Вільної Франції в битві за Бір-Хакейм (1942)

Відроджена французька армія здобула перемоги в династичних конфліктах проти іспанської, польської та австрійської корон. Водночас Франція відбивала напади на свої колонії. У 18 столітті глобальна конкуренція з Великою Британією призвела до Семирічної війни, в якій Франція втратила свої північноамериканські володіння. Втіхою стало домінування в Європі та Американська революційна війна, де значна французька допомога у вигляді грошей та зброї, а також безпосередня участь її армії та флоту призвели до здобуття незалежності Америки. Внутрішні політичні потрясіння врешті-решт призвели до 23 років майже безперервного конфлікту під час Французьких революційних війн та Наполеонівських війн. У цей період Франція досягла зеніту своєї могутності, безпрецедентно домінуючи на європейському континенті за часів Наполеона Бонапарта, але до 1815 року вона була відновлена до своїх дореволюційних кордонів. Решта 19 століття стала свідком зростання Другої французької колоніальної імперії, а також французьких інтервенцій у Бельгію, Іспанію та Мексику. Інші великі війни велися проти Росії в Криму, Австрії в Італії та Пруссії в самій Франції.
Після поразки у франко-прусській війні франко-німецьке суперництво знову спалахнуло у Першій світовій війні. Цього разу Франція та її союзники здобули перемогу. Соціальні, політичні та економічні потрясіння після конфлікту призвели до Другої світової війни, в якій союзники зазнали поразки у битві за Францію, а французький уряд капітулював і був замінений авторитарним режимом. Союзники, включно з Французькою визвольною армією при уряді у вигнанні, а згодом і звільненою французькою нацією, врешті-решт здобули перемогу над країнами Осі. В результаті Франція отримала окупаційну зону в Німеччині та постійне місце в Раді Безпеки Організації Об'єднаних Націй.
Необхідність уникнути третього франко-німецького конфлікту в масштабах двох світових воєн проклала шлях до Європейської інтеграції, починаючи з 1950-х років. Франція стала ядерною державою після першого випробування атомної бомби в Алжирі в 1960 році. З 1990-х років її військові дії найчастіше розглядаються у співпраці з НАТО та її європейськими партнерами.

## Міжнародна позиція
Сьогодні французька військова доктрина базується на концепціях національної незалежності, ядерного стримування (див. Force de dissuasion) і військової самодостатності. Франція є статутним членом НАТО і активно працює зі своїми союзниками над адаптацією НАТО - як внутрішньою, так і зовнішньою - до умов, що склалися після закінчення Холодної війни. У грудні 1995 року Франція оголосила, що збільшить свою участь у військовому крилі НАТО, в тому числі у Військовому комітеті (Франція вийшла з військових органів НАТО в 1966 році, залишаючись повноправним учасником політичних рад Організації). Франція залишається твердим прихильником Організації з безпеки і співробітництва в Європі та інших спільних зусиль. У травні 1997 року в Парижі відбувся саміт Росія-НАТО, на якому було підписано Основоположний акт про взаємні відносини, співробітництво і безпеку. Поза межами НАТО Франція брала активну участь у коаліційних та односторонніх миротворчих операціях в Африці, на Близькому Сході та Балканах, часто відіграючи провідну роль у цих операціях. Франція здійснила масштабну реструктуризацію з метою створення професійної армії, яка буде меншою за чисельністю, швидше розгортатиметься і буде краще пристосована для проведення операцій за межами материкової Франції. Ключові елементи реструктуризації включають: скорочення особового складу, баз і штабів, а також раціоналізацію обладнання і збройової промисловості.
Після закінчення Холодної війни Франція надала великого значення контролю над озброєннями та нерозповсюдженню ядерної зброї. Французькі ядерні випробування в Тихому океані і затоплення судна «Rainbow Warrior» погіршили відносини Франції з її союзниками, країнами південної частини Тихого океану (зокрема, Новою Зеландією) і вплинули на світову громадську думку. Франція приєдналася до Договору про нерозповсюдження ядерної зброї в 1992 році і підтримала його безстрокове продовження в 1995 році. Після проведення суперечливої фінальної серії з шести ядерних випробувань на острові Муруроа в південній частині Тихого океану, французи підписали Договір про всеосяжну заборону ядерних випробувань у 1996 році. Відтоді Франція запровадила мораторій на виробництво, експорт і використання протипіхотних мін і підтримує переговори, що ведуть до універсальної заборони. Французи є ключовими гравцями в адаптації Договору про Конвенційні збройні сили в Європі до нового стратегічного середовища. Франція залишається активним учасником основних програм з обмеження передачі технологій, які можуть призвести до розповсюдження зброї масового знищення: Групи ядерних постачальників, Австралійської групи (щодо хімічної та біологічної зброї) та Режиму контролю ракетних технологій. Франція також підписала і ратифікувала Конвенцію про заборону хімічної зброї.

### Білі книги

#### 2008
31 липня 2007 року президент Ніколя Саркозі доручив члену Державної ради пану Жан-Клоду Малле очолити комісію з тридцяти п'яти членів, якій було доручено провести широкомасштабний огляд французької оборони. Комісія опублікувала свою Білу книгу на початку 2008 року. Виконуючи її рекомендації, президент Саркозі влітку 2008 року розпочав радикальні зміни у французькій оборонній політиці та структурах, починаючи з літа 2008 року. Відповідно до змін у європейській політиці і владних структурах, що відбулися після закінчення Холодної війни, традиційний фокус французьких збройних сил на територіальній обороні буде переорієнтований на вирішення проблем, пов'язаних з глобальними загрозами. Згідно з реорганізацією, виявлення і знищення терористичних мереж як у метрополії, так і у франкомовній Африці стане першочерговим завданням французьких збройних сил. Надлишкові військові бази будуть закриті, а проекти нових систем озброєнь призупинені, щоб профінансувати реструктуризацію і глобальне розгортання інтервенційних сил. Історичною зміною стало те, що Саркозі також заявив, що Франція "тепер буде повноцінно брати участь у НАТО", через чотири десятиліття після того, як колишній президент Франції генерал Шарль де Голль вийшов зі складу командування альянсу і наказав вивести американські війська з французької землі.

#### 2013
У травні 2014 року високопоставлені керівники збройних сил Франції погрожували піти у відставку, якщо оборонний бюджет зазнає подальших скорочень на додаток до тих, що вже були оголошені в Білій книзі 2013 року. Вони попередили, що подальші скорочення призведуть до того, що збройні сили не зможуть підтримувати операції за кордоном.

### Нещодавні операції

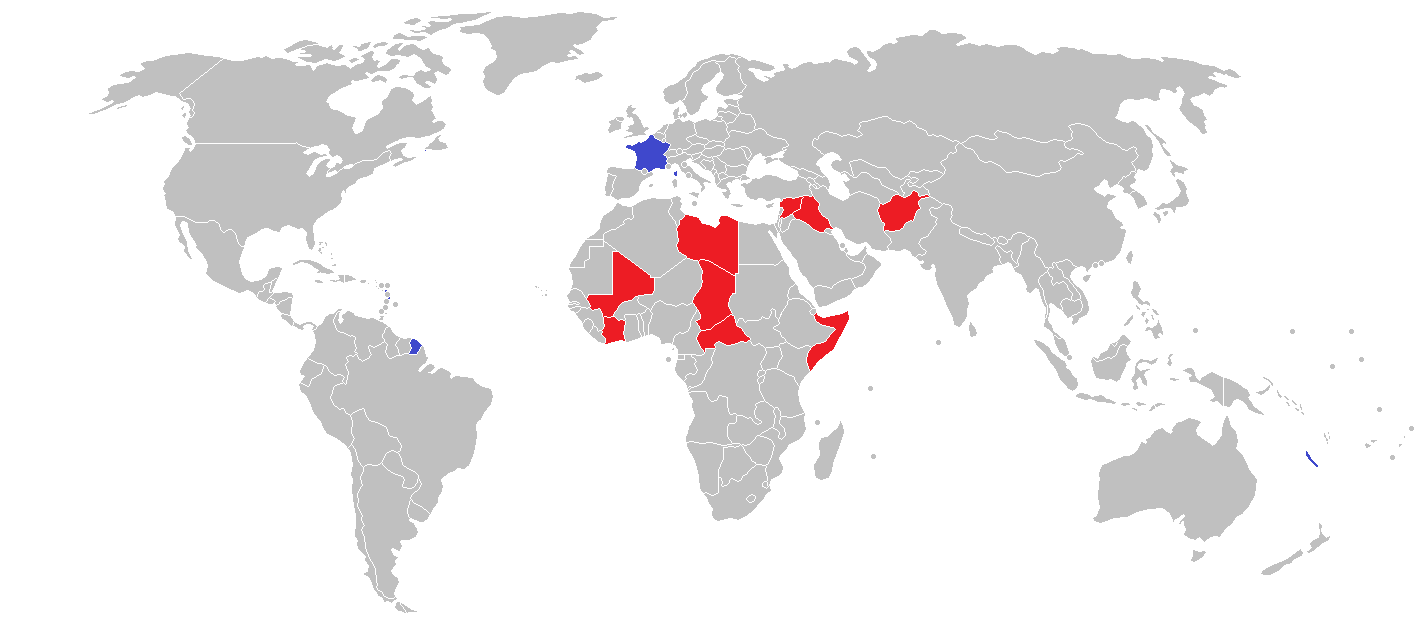
Франція
Військові інтервенції Франції з 2001 року: Афганістан, Кот-д'Івуар, Чад, Лівія, Сомалі, Малі, Центральноафриканська Республіка, Сирія, Ірак.

Наразі 36 000 французьких військовослужбовців дислоковані на іноземних територіях - такі операції відомі під назвою "OPEX", що означає Opérations Extérieures ("Зовнішні операції"). Серед інших країн, Франція надає війська для сил Організації Об'єднаних Націй, розміщених на Гаїті після повстання в Гаїті в 2004 році. Франція відправила війська, особливо сили спеціальних операцій, до Афганістану, щоб допомогти Сполученим Штатам і силам НАТО боротися із залишками Талібану і Аль-Каїди. В рамках операції «Єдиноріг» в Кот-д'Івуарі дислокується кількатисячний французький військовий контингент, який виконує миротворчу місію ООН. Спочатку ці війська були відправлені відповідно до умов пакту про взаємний захист між Францією і Кот-д'Івуаром, але з тих пір місія перетворилася на нинішню миротворчу операцію ООН. Французькі збройні сили також відіграють провідну роль у миротворчій місії ООН уздовж лівансько-ізраїльського кордону в рамках угоди про припинення вогню, яка поклала край війні в Лівані в 2006 році. В даний час Франція має 2,000 військовослужбовців, розміщених уздовж кордону, включаючи піхоту, бронетехніку, артилерію і протиповітряну оборону. Морські і повітряні сили також дислокуються на узбережжі.
Штаб французьких об'єднаних сил і навчань (État-Major Interarmées de Force et d'Entraînement) на авіабазі 110 поблизу Крею зберігає здатність командувати середньо або великомасштабною міжнародною операцією і проводить навчання. У 2011 році, починаючи з 19 березня, Франція брала участь у забезпеченні безпольотної зони над північною Лівією під час громадянської війни в Лівії, щоб не дати силам, лояльним до Муаммара Каддафі, здійснювати повітряні атаки на антикаддафістські сили. Ця операція була відома під назвою операція «Харматтан» і була частиною участі Франції в конфлікті в складі коаліції на чолі з НАТО, яка виконувала Резолюцію Ради Безпеки ООН 1973. 11 січня 2013 року Франція розпочала Операцію «Сервал» для боротьби з ісламістами в Малі і регіоні Сахель за підтримки Африки, але без участі НАТО, і розпочала Операцію «Бархан» для боротьби з терором в африканському Сахалі з 2014 по 2022 рік.

### Навчання

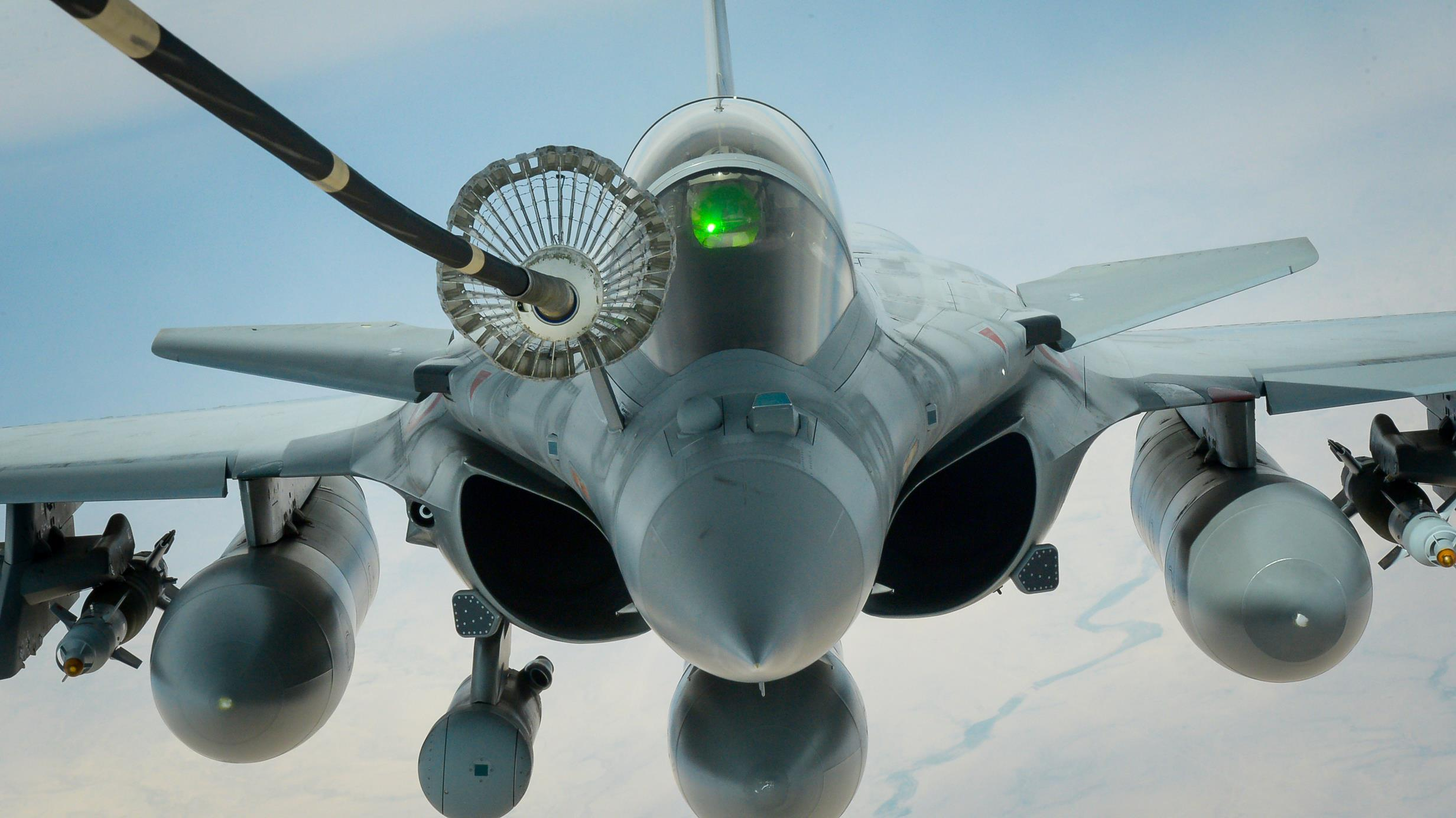
Літак Dassault Rafale дозаправляється з подовжувача KC-10 Extender ПС США

Франція бере участь у кількох регулярних навчаннях з іншими країнами, зокрема:
- Південноамериканські маневри Повітряних сил (CRUZEX), спільні навчання з повітряного бою в Бразилії.[13][14]
- Caraibe 2013, кожні два роки в Карибському басейні, зосереджені на Мартініці та Гваделупі.[15]
- Навчання Croix du Sud, в Новій Каледонії кожні два роки за участю Австралії, Нової Зеландії, США та інших країн Тихоокеанського регіону.
- Варуна, щорічні морські навчання з Індією.
- NATO Air Defender 23, найбільші навчання з розгортання в історії НАТО.

У 2023 році в регіоні Шампань-Арденни відбулися найбільші за останні десятиліття навчання Orion. В них взяли участь близько 10,000 військовослужбовців, а також французький флот і сили з Бельгії, Британії та США.

## Особовий склад

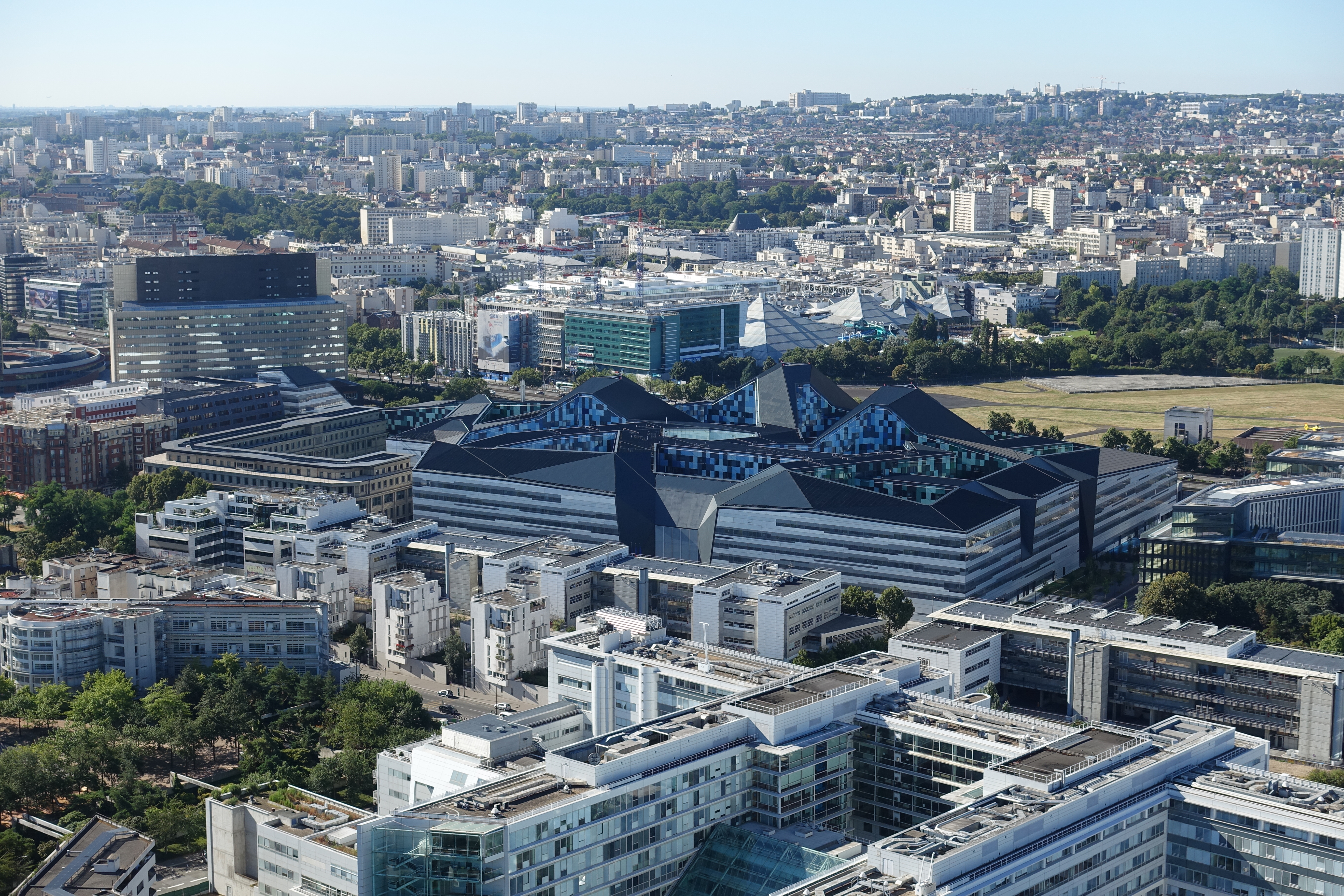
Гексагон Балар, штаб-квартира Збройних сил Франції

Очільником французьких збройних сил є Президент Республіки, який виконує роль chef des armées. Однак, згідно з Конституцією, цивільні і військові сили перебувають у розпорядженні уряду (виконавчого кабінету міністрів на чолі з прем'єр-міністром, який не обов'язково належить до тієї ж політичної сили, що і президент). Міністр збройних сил здійснює нагляд за фінансуванням, закупівлями та операціями збройних сил. Історично склалося так, що Франція значною мірою покладалася на військову повинність, на додаток до невеликої кількості професійних кадрових солдатів. Після війни в Алжирі використання призовників-добровольців у закордонних операціях було припинено; якщо їхній підрозділ викликали на службу в зону бойових дій, призовникам пропонували вибір: попросити про переведення в інший підрозділ або піти добровольцем для участі в активній місії. У 1996 році уряд президента Жака Ширака оголосив про припинення призову, а в 2001 році призов був офіційно скасований. Однак молоді люди все ще повинні реєструватися для можливого призову (якщо цього вимагатиме ситуація). Станом на 2017 рік загальна чисельність Збройних сил Франції становила 426 265 осіб, а активний особовий склад - 368 962 особи (разом з Національною жандармерією).

## Структура та види Збройних сил
Збройні сили Франції, що перебувають під командуванням штабів, включають п'ять видів збройних сил: Армію, Національний флот, Повітряно-космічні сили, Національну жандармерію та Національну гвардію, а також допоміжні служби та об'єднані організації:
Розподіл виглядає наступним чином (2022):
- Французька Армія; 118,600 особового складу.
- Повітряно-космічні сили Франції; 43,597 особового складу.
- Французький флот; 36,044 особового складу.
- Три служби DHS, SEO та DGA; 17,647 осіб медичного, допоміжного та адміністративного персоналу, а також персоналу, що займається закупівлею систем озброєнь.

Резервний елемент Збройних сил Франції складається з двох структур: Оперативного резерву та Громадянського резерву. Станом на 2022 рік чисельність Оперативного резерву становить 25,785 осіб.
Окрім трьох основних родів військ, до складу Збройних сил Франції також входить четвертий рід військ під назвою Національна жандармерія. У 2018 році її чисельність становила 103,000 особового складу та 25,000 резервного особового складу. Вони беруть участь у повсякденному забезпеченні правопорядку, а також створюють формування берегової охорони під командуванням французького флоту. Однак деякі підрозділи жандармерії беруть участь у зовнішніх операціях Франції, виконуючи спеціалізовані правоохоронні та допоміжні функції.
Історично Національна гвардія функціонувала як резерв армії для національної оборони та правоохоронної міліції. Через 145 років після її розформування, через ризик терористичних атак в країні, 12 жовтня 2016 року гвардія була офіційно відновлена, цього разу як вид Збройних Сил.
З 2019 року молоді громадяни Франції можуть проходити обов'язкову цивільну службу Service national universel (SNU) у Збройних силах у роді військ за власним вибором.

### Французька Армія (Armée de Terre)
- Сили спеціальних операцій
- Повітряно-десантні підрозділи (Troupes aéroportées)
- Піхота (Infanterie)
- Бронетанкова кавалерія (Arme blindée cavalerie)
- Артилерія (Artillerie)
- Французький іноземний легіон (Légion étrangère)
- Troupes de marine
- Легка армійська авіація (Aviation légére de l'armée de terre, ALAT)
- Інженери (Génie)
- Пожежна служба Парижа (Brigade des sapeurs-pompiers de Paris)
- Корпус зв'язку (Transmissions)
- Транспорт та логістика (Train)
- Matériel (Supply)
- Розвідка (Renseignement)

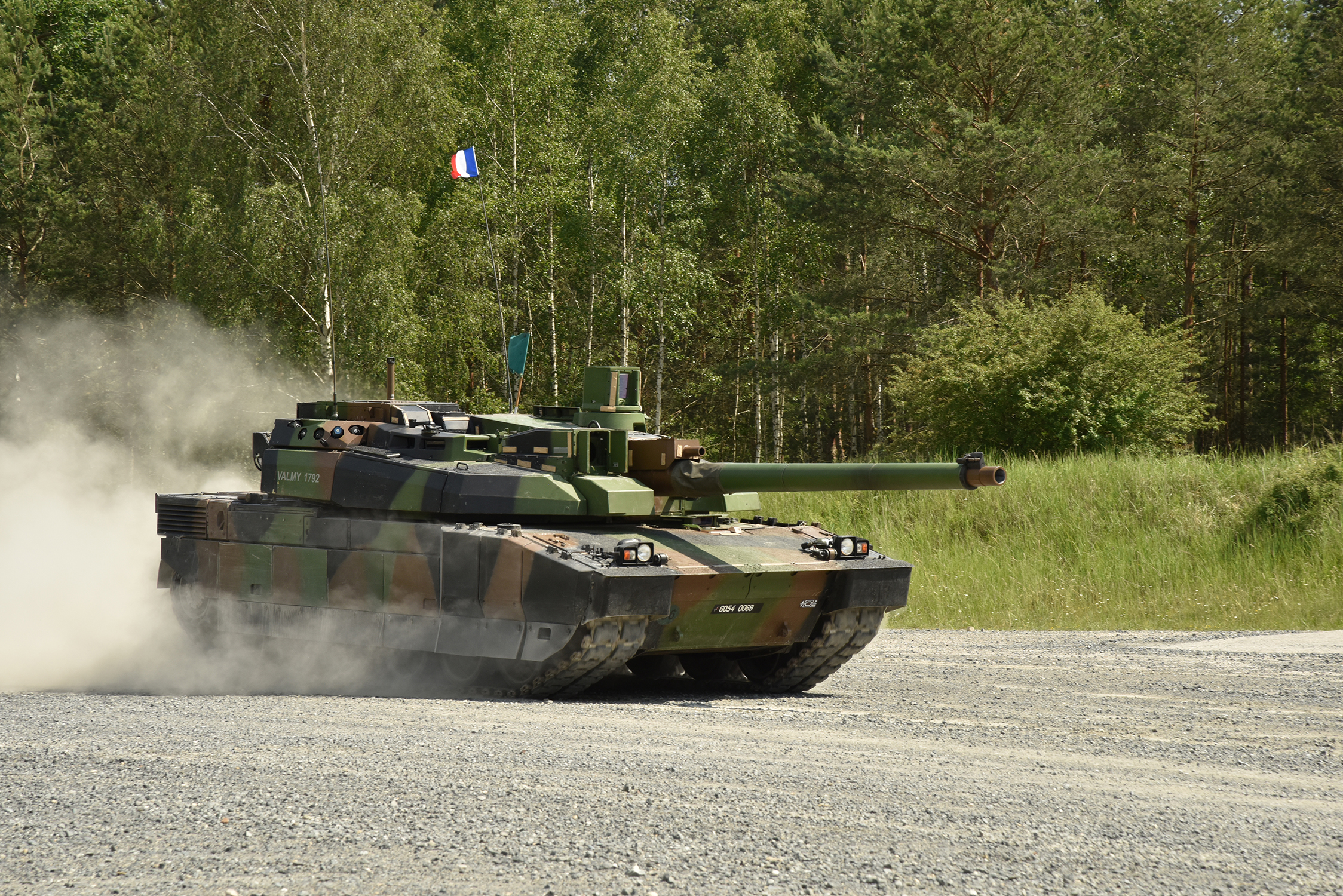
Танк Leclerc під час маневрів
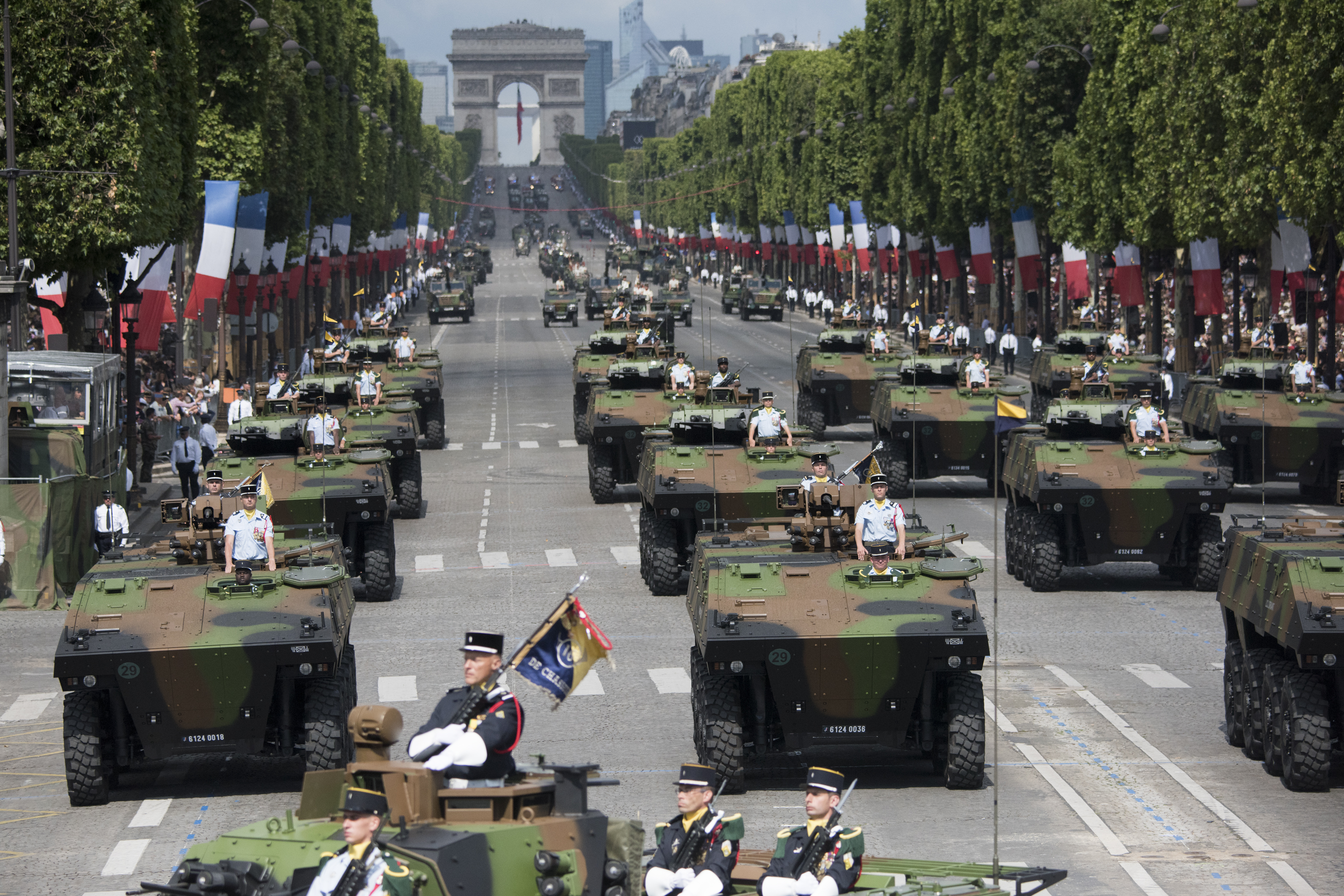
Військовий парад до Дня взяття Бастилії в Парижі, 2017
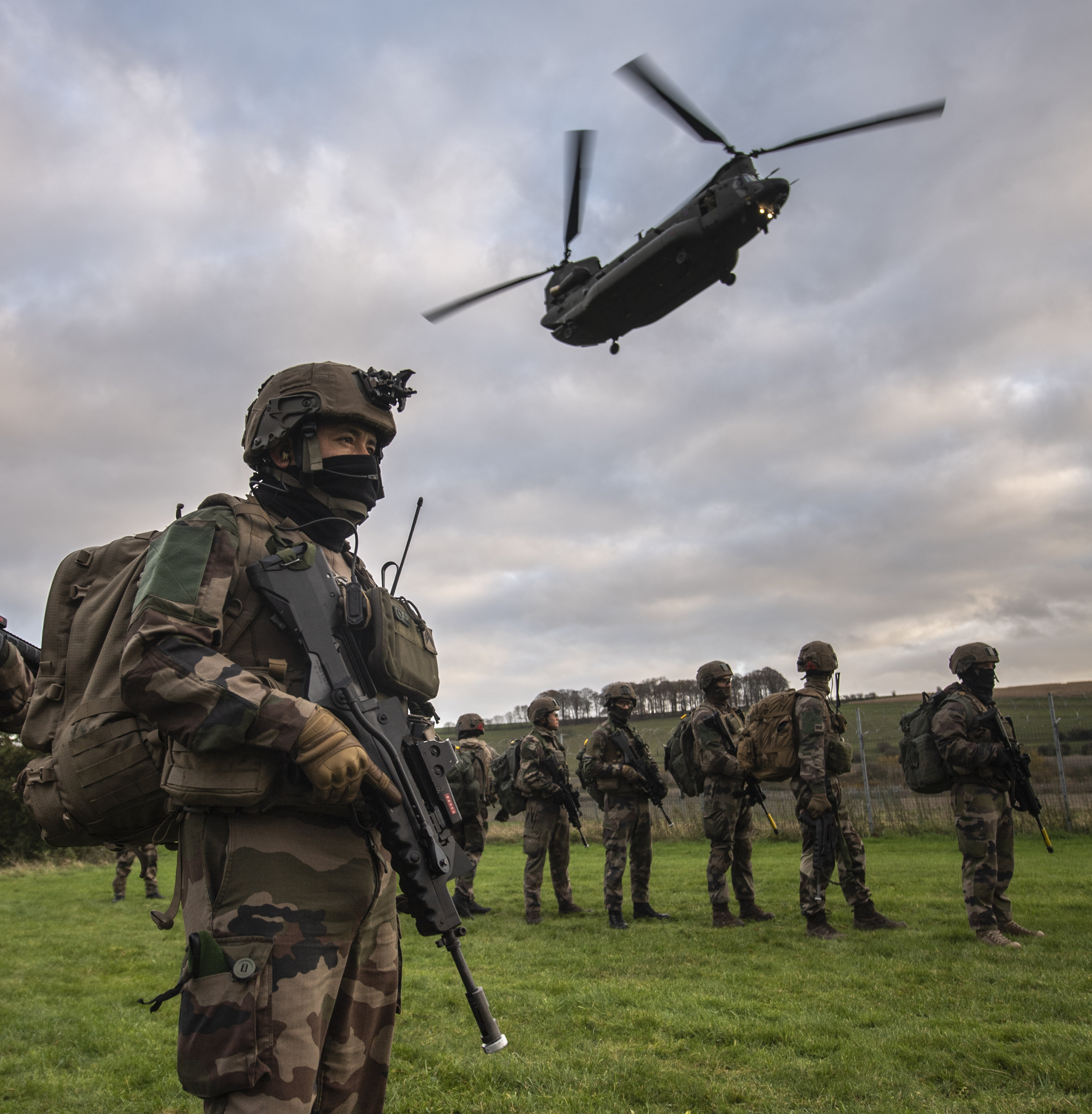
Французький солдат з гвинтівкою FAMAS
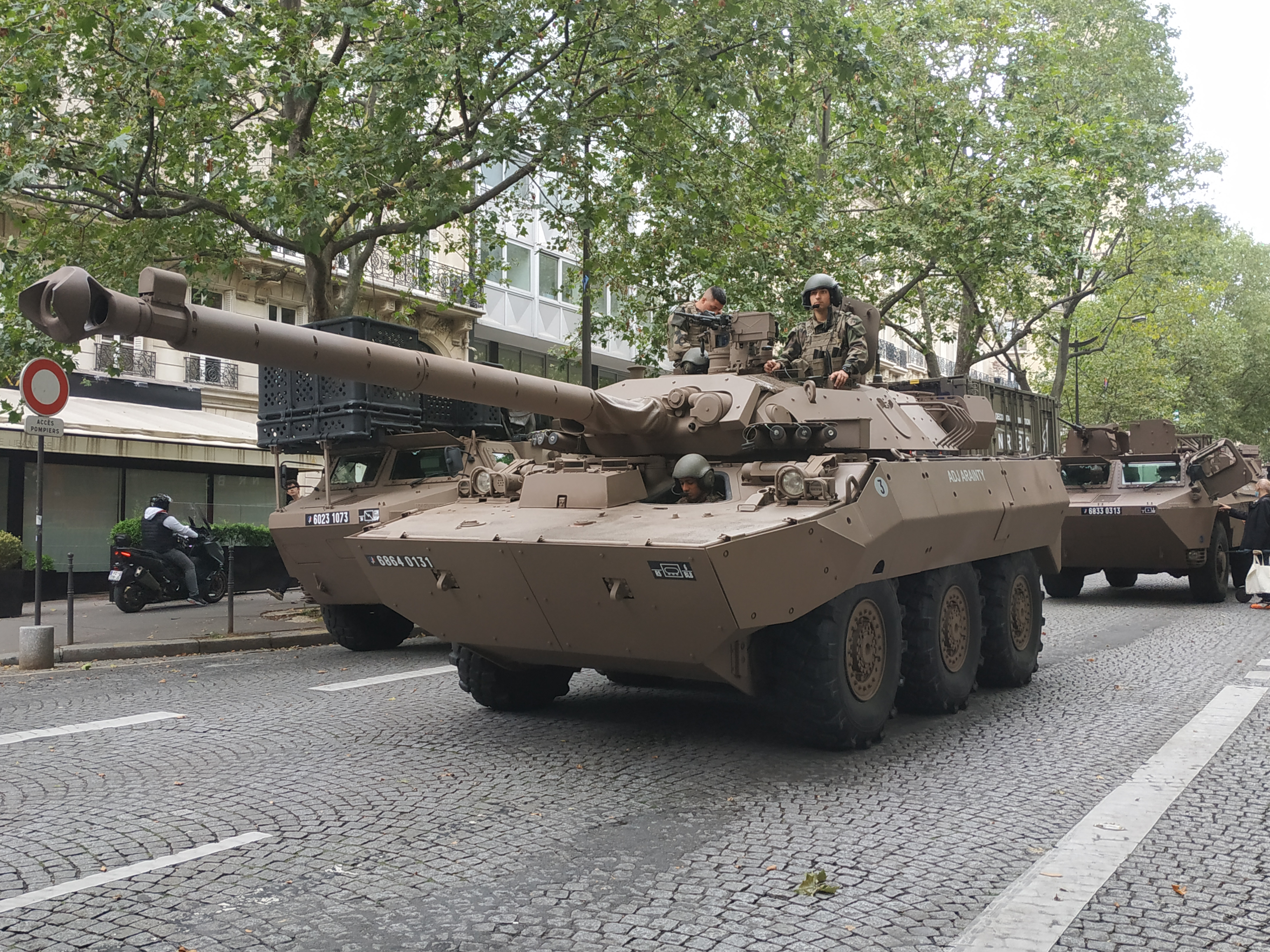
Бойова броньована машина AMX-10 RC
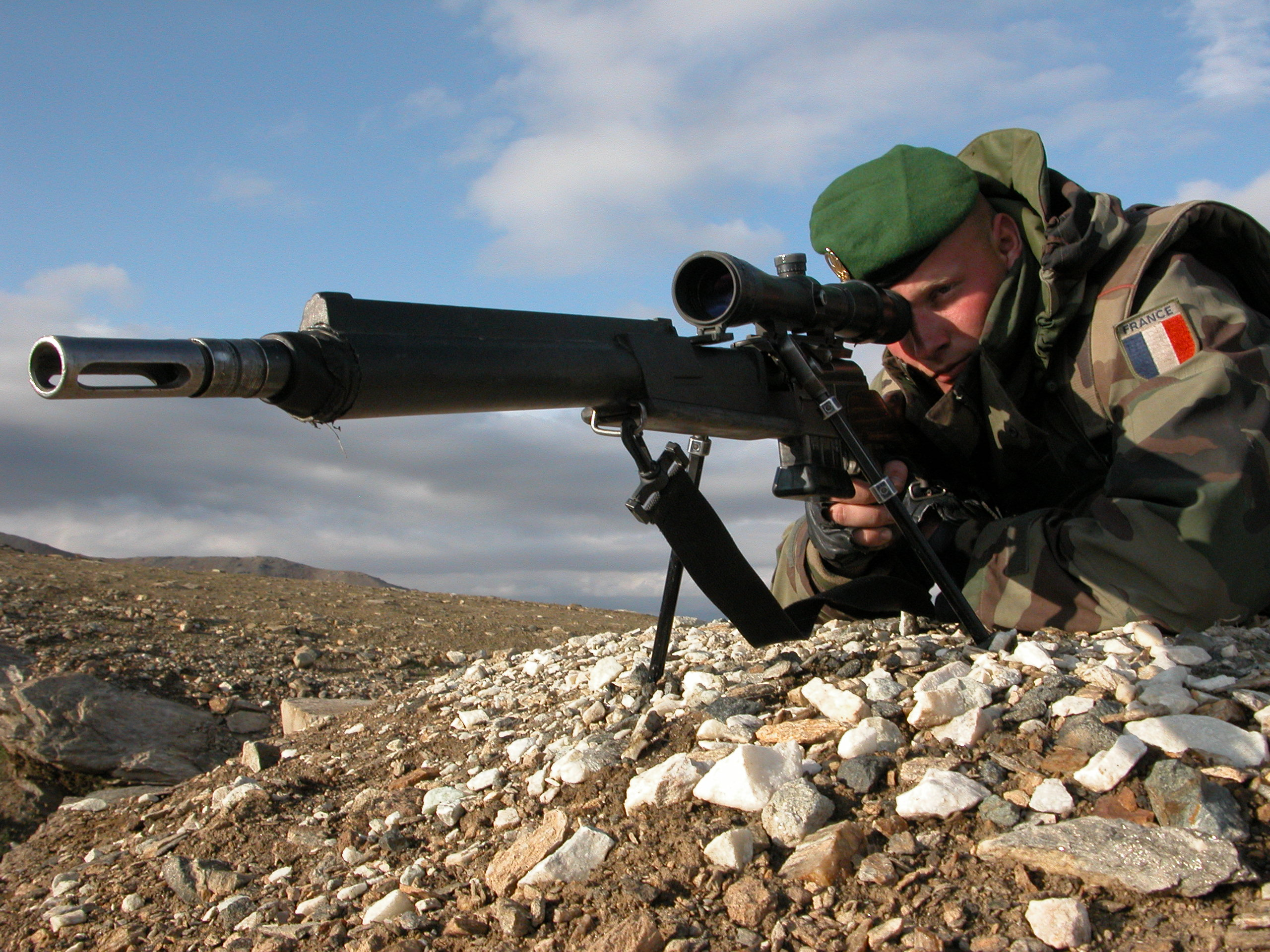
Снайпер з гвинтівкою FR-F2
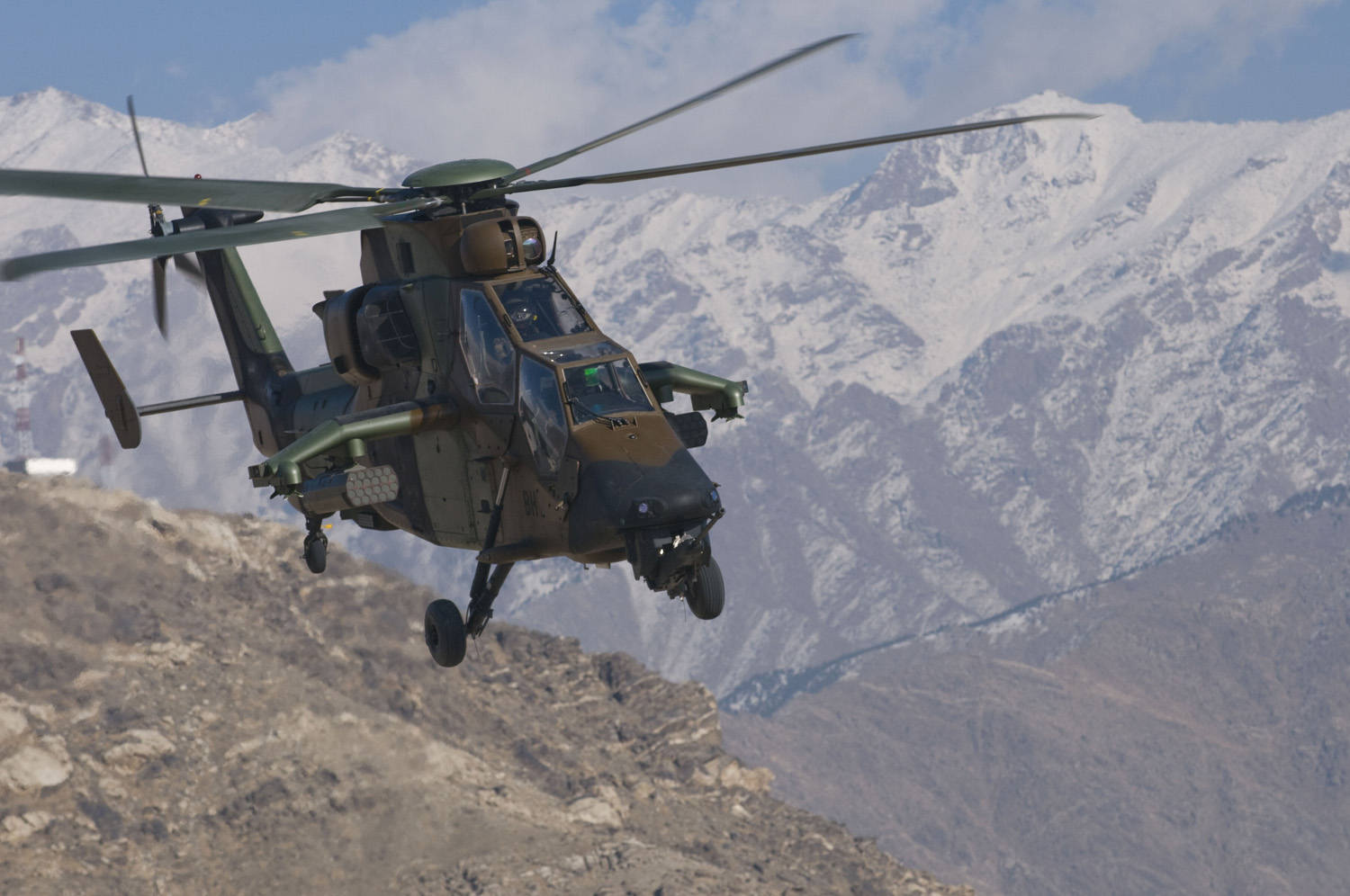
Бойовий гелікоптер Eurocopter Tiger

### Національний флот (Marine nationale)
- Десантні підрозділи Французького флоту
  - Fusiliers marins та Commandos Marine (Fusiliers Marins)
- Морська авіація Франції (Aviation navale)
- Підводні сили (Forces sous-marines)
- Морські бойові сили (Force d'action navale)
- Марсельський морський пожежний батальйон

Крім того, Національна жандармерія формує сили берегової охорони під назвою Морська жандармерія, яка перебуває під командуванням Французького флоту.

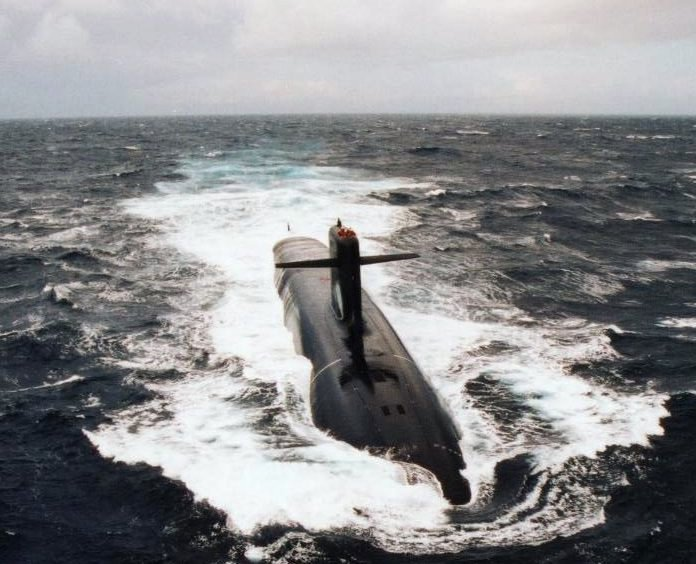
Атомний підводний човен з балістичними ракетами типу «Тріумфан»
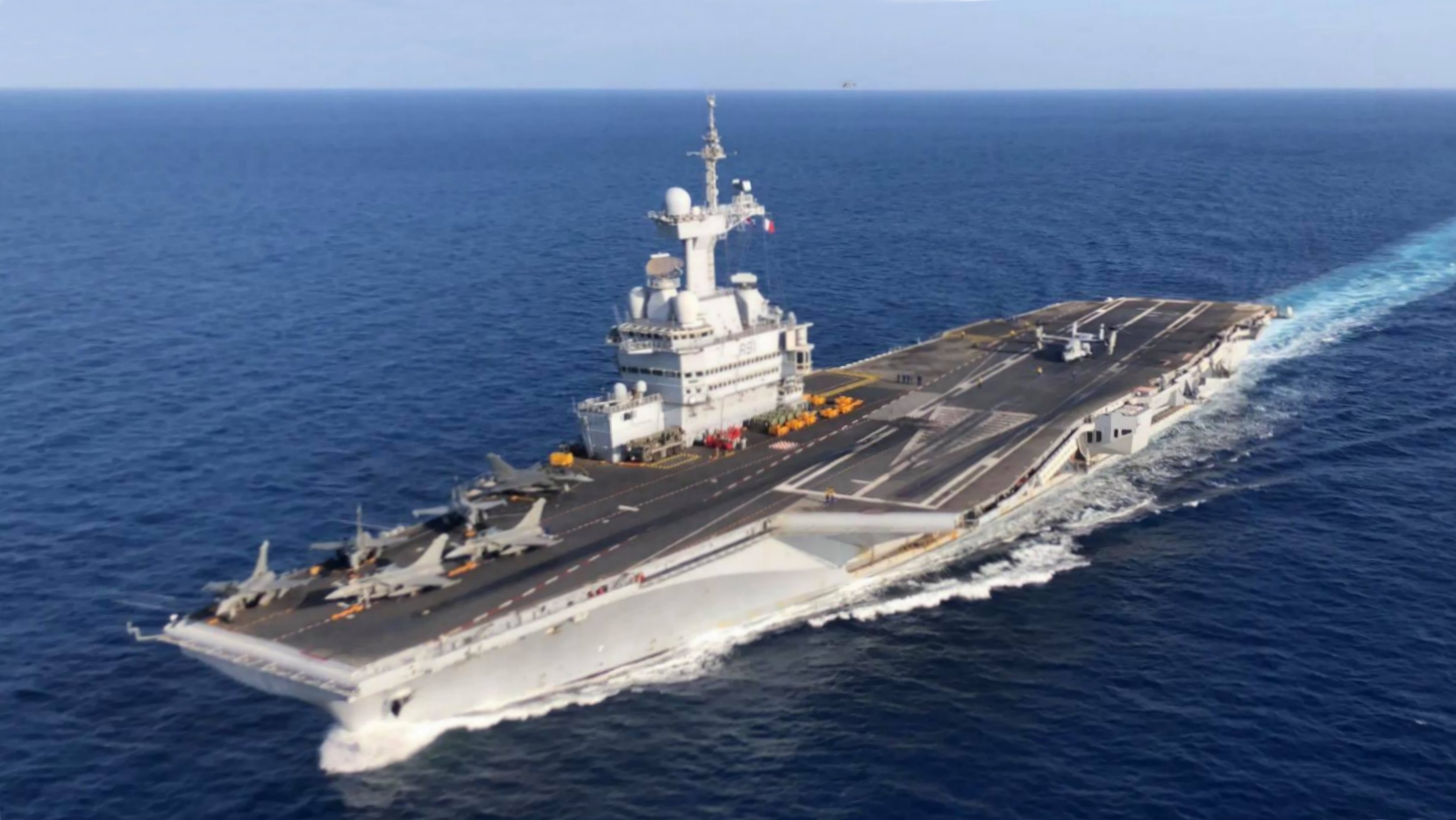
Авіаносець «Шарль де Голль» (R91)
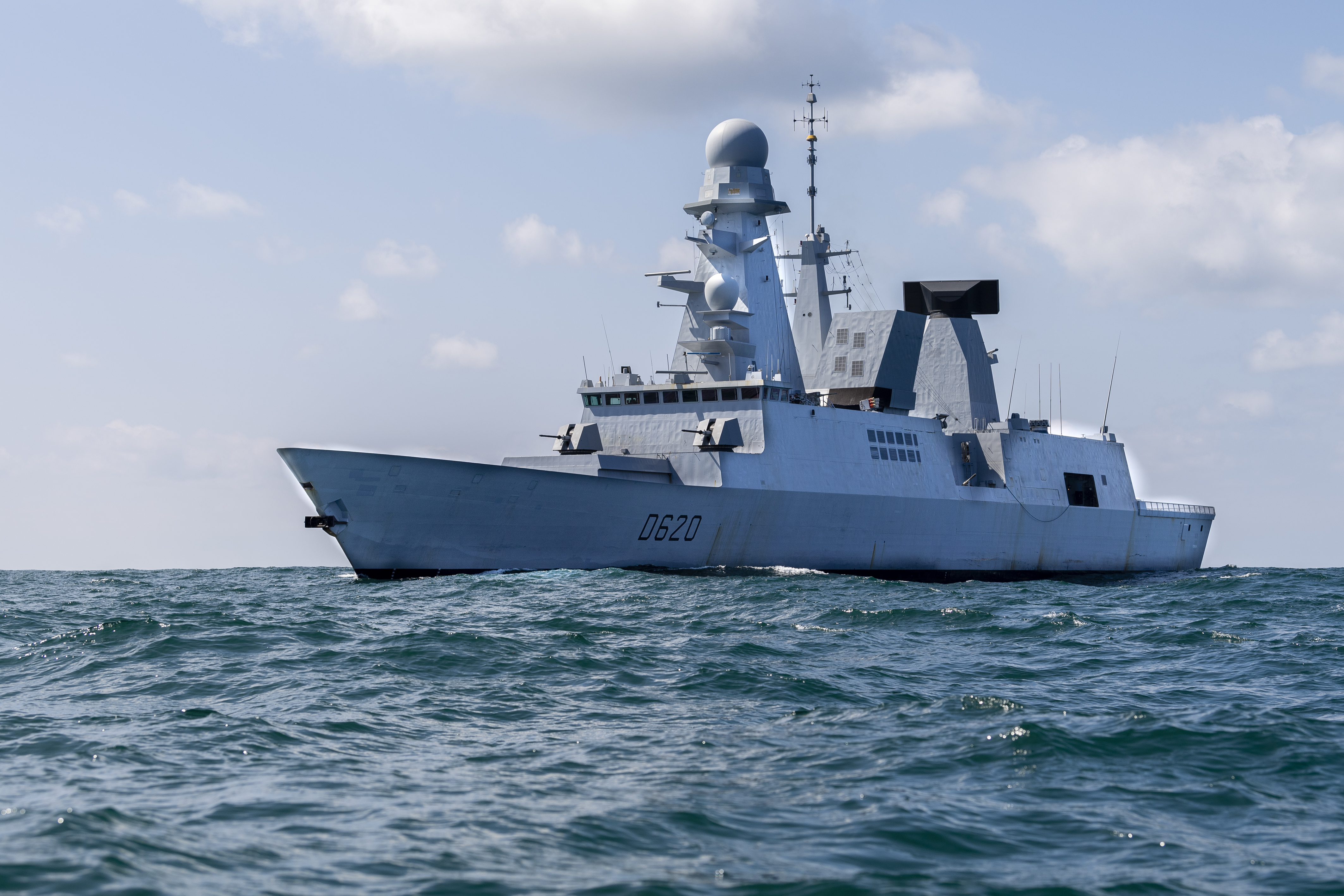
Есмінець «Форбін» (D620)
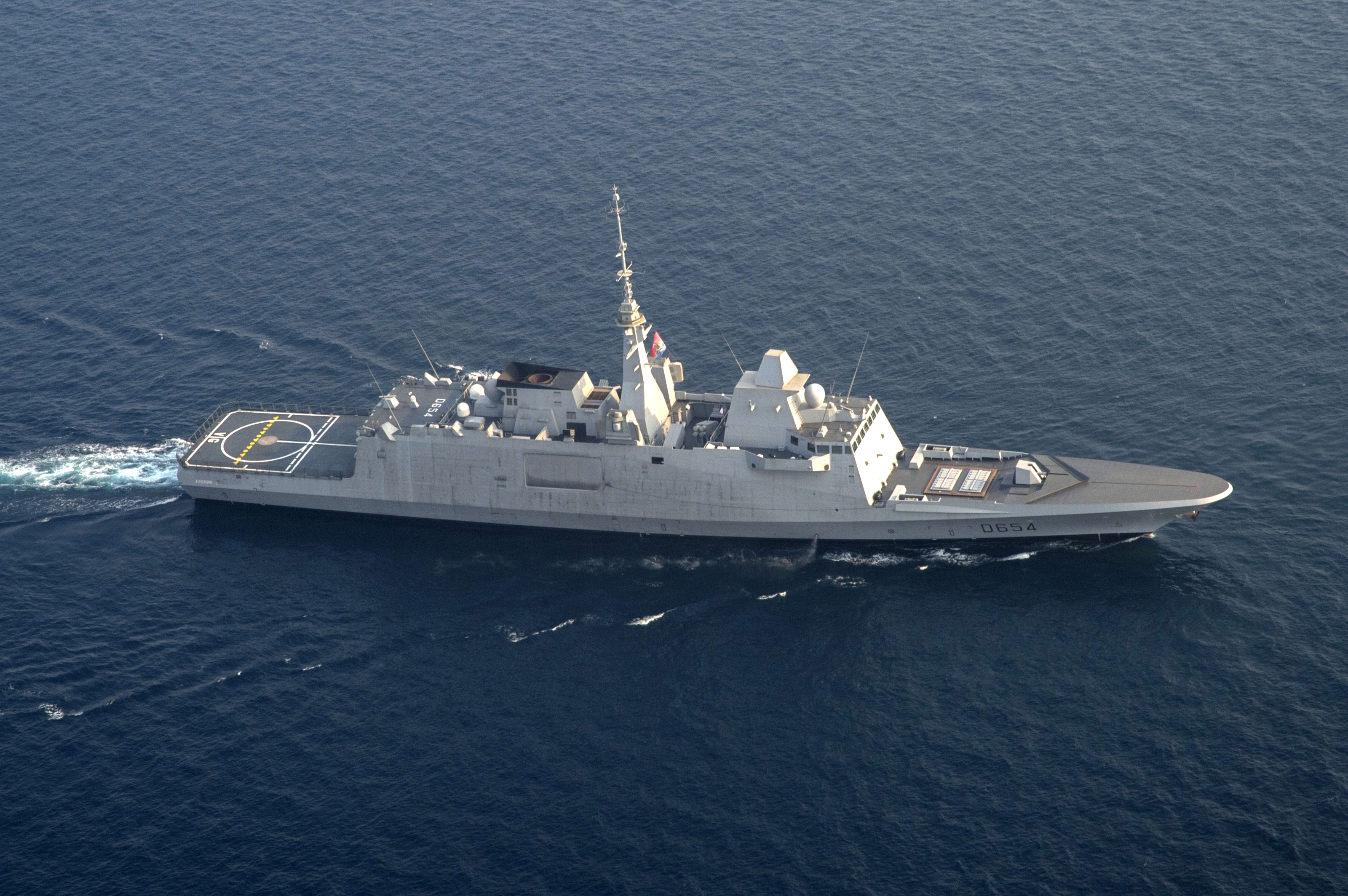
Есмінець «Овернь» (D654)
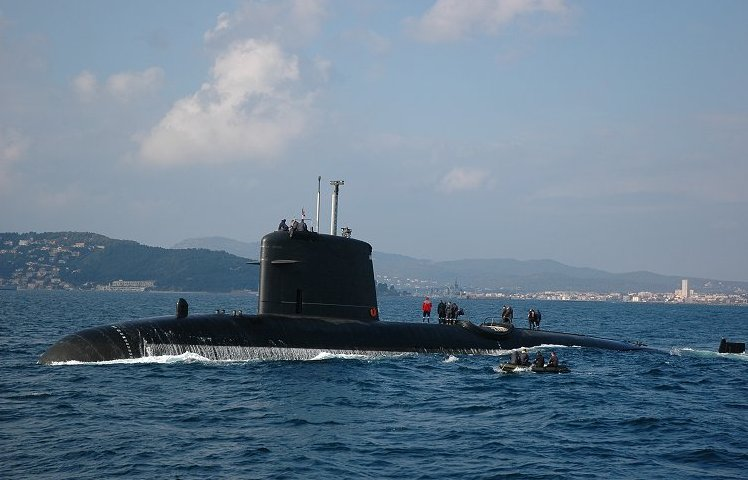
Атомний підводний човен «Казаб'янка» (S603)
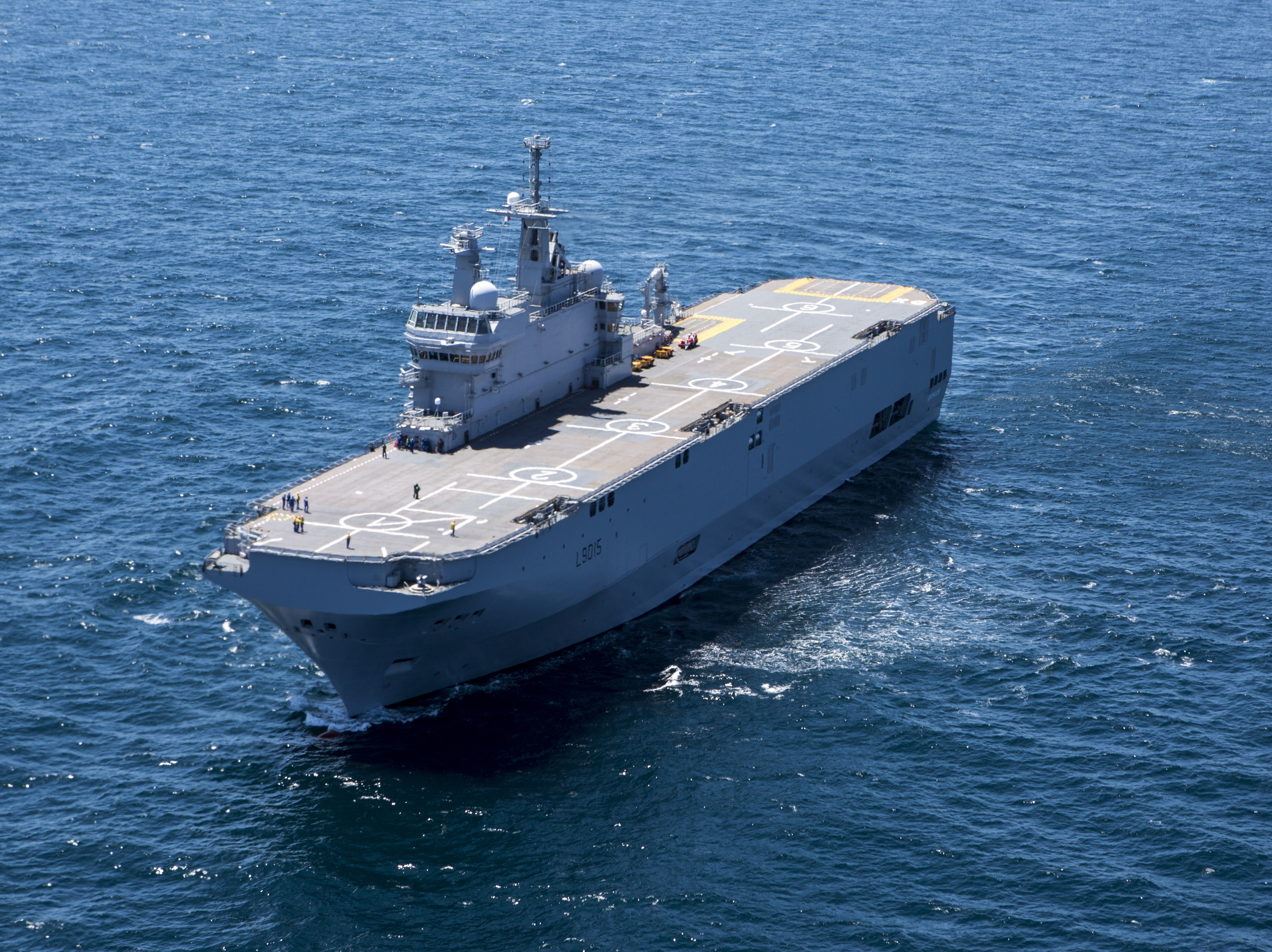
Французький універсальний десантний корабель «Діксмуд» (L9015)

### Повітряно-космічні сили Франції (Armée de l'Air et de l'Espace)
- Французьке космічне командування
- Десантні підрозділи Повітряно-космічних сил Франції
  - Fusiliers Commandos de l'Air (Fusiliers Commandos de l'Air)
  - Десантники/Сили спеціального призначення (Commando parachutiste de l'air)
- Територіальна протиповітряна оборона

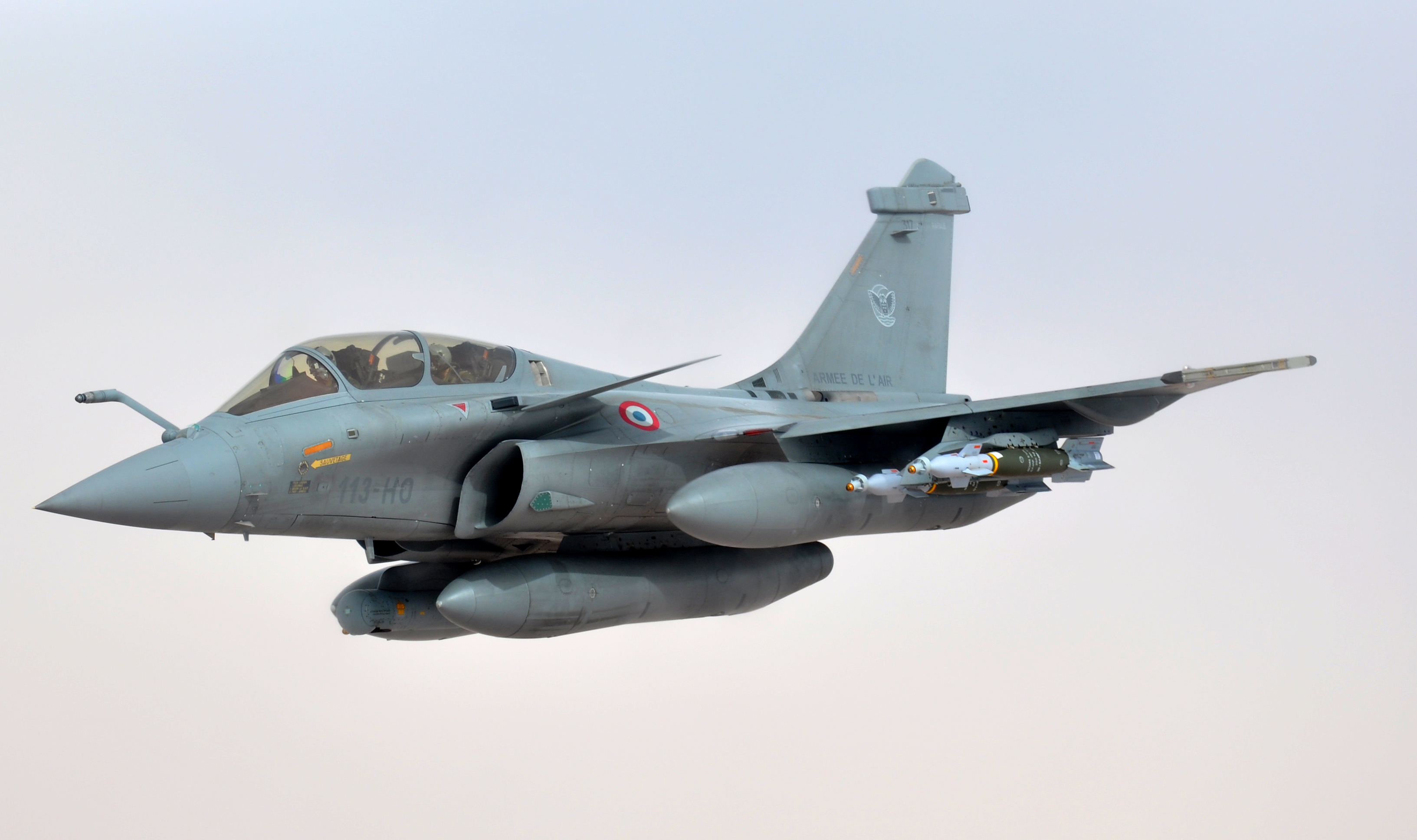
Багатоцільовий винищувач Rafale
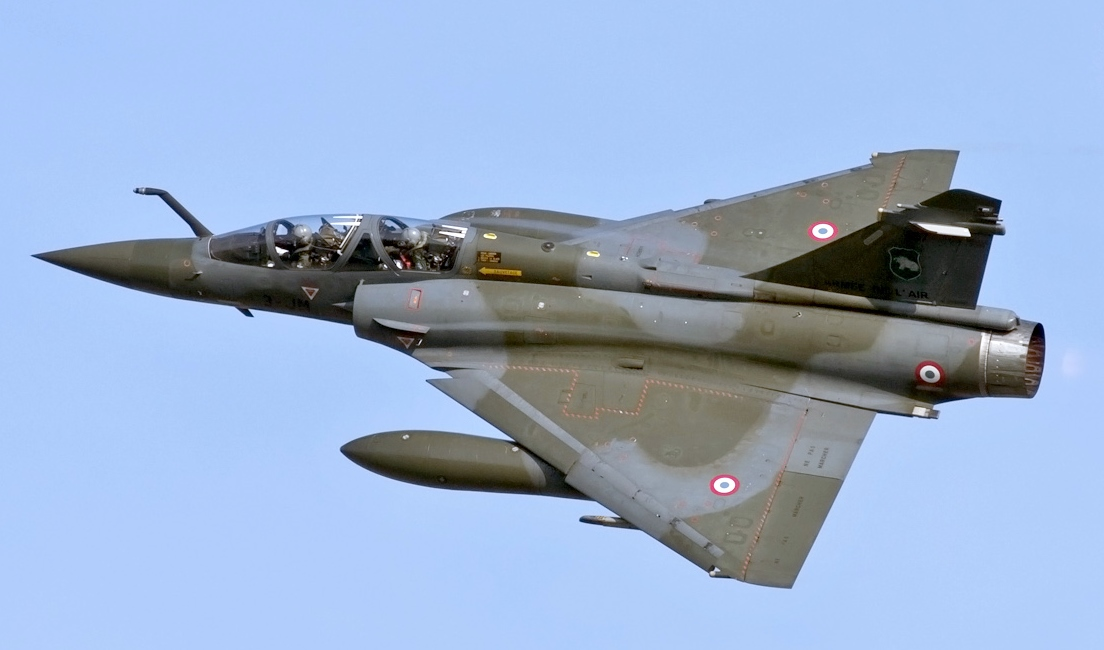
Винищувач-бомбардувальник Mirage 2000D
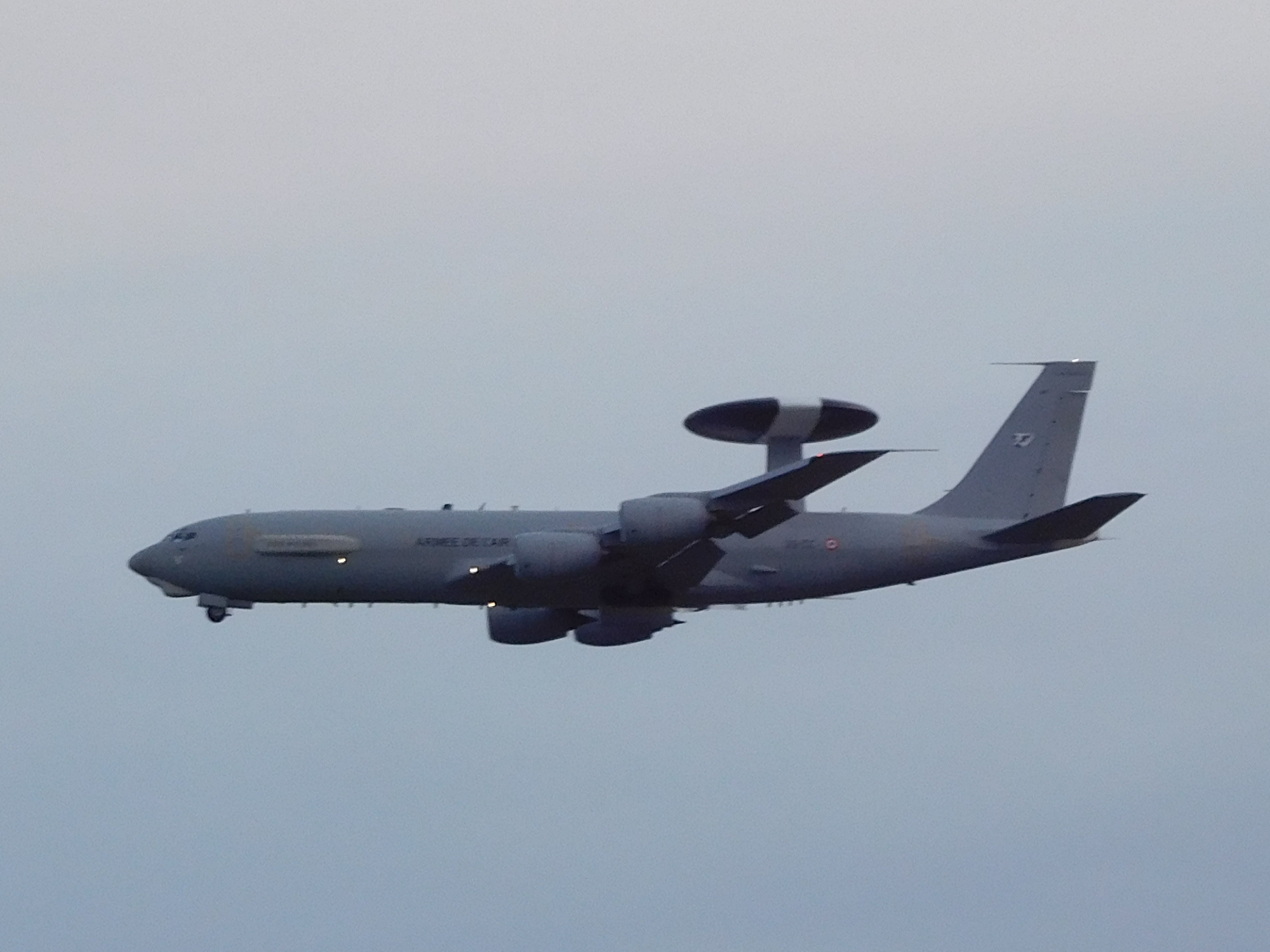
Літак ДРЛВ Boeing E-3F Sentry
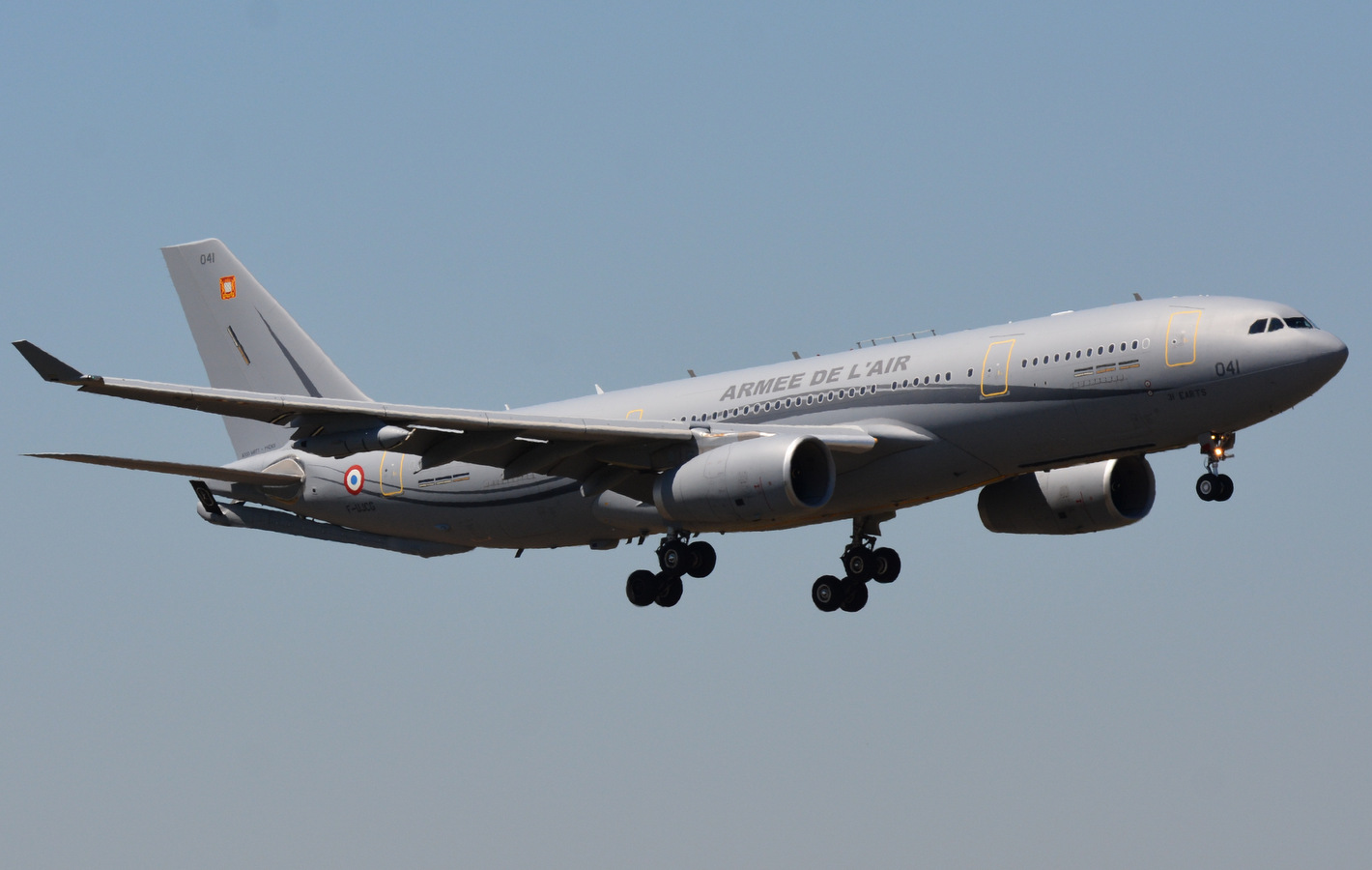
Стратегічний літак-заправник A330 MRTT
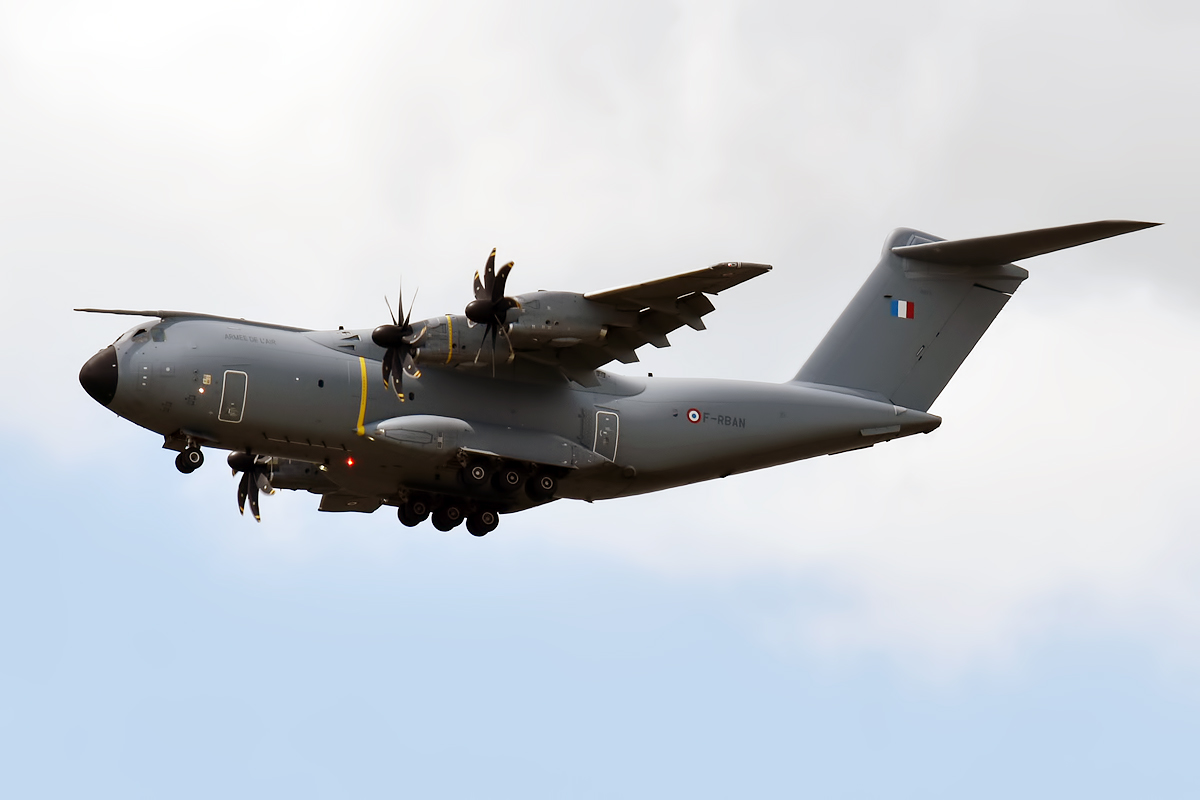
Транспортний літак Airbus A400M Atlas
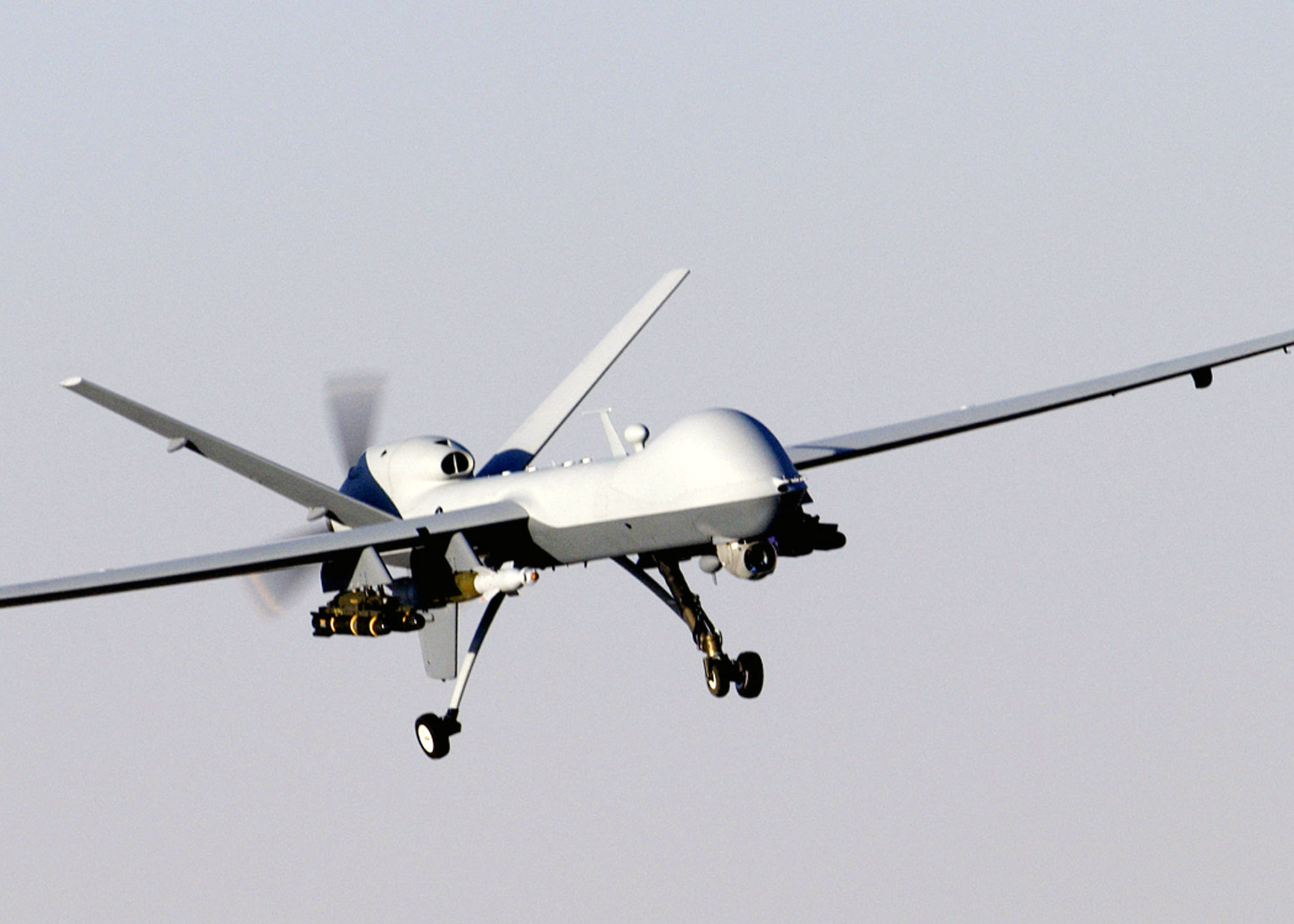
Бойовий БПЛА MQ-9 Reaper

### Національна жандармерія (Gendarmerie nationale)
- Десантні підрозділи Національної жандармерії
- Департаментальна жандармерія (Gendarmerie Départementale, (GD)) - територіальна поліція
- Мобільна жандармерія (Gendarmerie mobile, (GM)) - підрозділ по боротьбі з масовими заворушеннями та антитерористична група (GIGN)
- Республіканська гвардія Франції (Garde républicaine) - республіканська гвардія Франції
- Жандармерія повітряного транспорту (Gendarmerie des Transports Aériens) - служба безпеки аеропортів
- Повітряна жандармерія (Gendarmerie de l'Air) - використовується для забезпечення безпеки Повітряно-космічних сил
- Морська жандармерія (Gendarmerie maritime) - підрозділ берегової охорони
- Провост жандармерії - надає послуги військової поліції військовослужбовцям Збройних сил Франції в місцях дислокації за межами Франції
- Заморська жандармерія - надає послуги військової поліції у французьких заморських володіннях, а також посольствам Франції за кордоном

Національна жандармерія - це насамперед поліція, яка виконує функції поліції в сільській місцевості та поліції загального призначення, що спроможна виконувати військові та повітрянодесантні функції.

### Національна гвардія (Garde nationale)
Відновлена у 2016 році, Національна гвардія є офіційною первинною службою військового та поліцейського резерву Збройних Сил. Вона перебуває під юрисдикцією Міністерства Збройних Сил і слугує резервними силами. Вона також виконує роль мультиплікатора сил для органів правопорядку під час надзвичайних ситуацій і для підкріплення військовослужбовців під час їхнього розгортання у Франції та за її межами.

## Проблема реінтеграції Франції в НАТО
Після падіння біполярної системи Франція продовжила свою незалежну від НАТО оборонну політику. Більше того, вона прагнула взагалі витіснити Сполучені Штати з Європи. Президент Франції, Франсуа Міттеран хотів використати завершення Холодної війни, для того щоб звільнити європейську політику від «сліпого» рівняння на США й надати ЄС статусу автономного центру сили, який би діяв незалежно від НАТО. Французи думали, що безпека Європи не буде забезпечена, якщо її оборона буде залежати від США. Однак, автономність європейської оборони не відповідала інтересам США
15 червня 1991 року в Бельгії було проведено нараду міністрів оборони країн НАТО, на якій було вирішено створити «Сили швидкого реагування». На нараді було запропоновано використовувати збройні сили Альянсу для розв’язання конфліктів у Європі як інструмент ОБСЄ. Відповідно, передбачалось, що НАТО стане основою європейської системи безпеки, чому опиралась Франція. Позиція Франції зводилась до того, що Європейська оборона має покладатись на ОБСЄ, Раду НАТО й ЗЄР.
Після об'єднання Німеччини й розпаду СРСР, США потрібно було знайти нові виправдання для військової присутності у Європі та існування НАТО як такого. Так зародився проект, розроблений у США, що ставив Альянс у центр європейської системи безпеки. Також було висунуто ідею про розповсюдження Альянсу «від Ванкувера до Владивостока». Такий розвиток НАТО викликав пересторогу у Франції, яка первинно була проти розширення НАТО на схід. Франція виступала за поступове приєднання колишніх країн ОВД до країн західного світу, що проходило б у рамках переважно європейських структур.
Франція сьогодні робить четвертий за величиною внесок до Північноатлантичного Альянсу. Країна платить й надає у розпорядження людські ресурси, але вона не бере участі у роботі адміністративної ради.
Висловивши прагнення знову увійти до складу об’єднаного командування, Ніколя Саркозі завершив процес за повної прозорості. В цьому була суть парламентських дебатів з питань міжнародної політики Франції з 2007 року, що відбулись 17 березня .
1992 року, за Франсуа Міттерана, офіційні особи почали брати участь у роботі воєнного комітету в рамках операцій у Боснії.
За Жака Ширака Франція знову ввела французьких військових до об’єднаної структури у 2004 році. Існують три штаби в Ліллі, Ліоні й Тулоні, здатні проводити союзницькі операції.
На місцях війська беруть участь спільно з НАТО в операціях в Афганістані й Косово.
Франція посідає 4-е місце за фінансуванням НАТО, маючи війська, що представляють 7% контингенту, що бере участь в операціях. Це близько 4650 солдат, які діють під прапором НАТО.
До того ж у Франції немає крупного командування й вона не може впливати на стратегічні рішення альянсу. НАТО – єдина організація, де у Франції немає можливості брати участь та впливати. Реінтеграція до командних структур означає для країни можливість діяти, а не вести себе пасивно.
Завдяки французькому головуванню у Європейському Союзі, європейська політика безпеки й оборони отримала конкретні просування вперед з посиленням оперативного потенціалу й масштабною участю Європи в операціях на місцях (продовження операцій європейського контингенту в Чаді, початок цивільних спостережних місій у Грузії у вересні, а у грудні – в Косово, й, нарешті, перша морська європейська операція «АТАЛАНТ» для боротьби проти піратів).
Принципи незалежності, закладені 1966 року генералом де Голлем залишаються непохитними: Франція, за будь-яких обставин, зберігає повну свободу прийняття рішення з відрядження військ для участі в операції.
Країна не буде направляти жоден військовий контингент у постійне розпорядження командування НАТО у мирний час. Стосовно ядерного стримування, буде зберігатись повна незалежність, так само як і у англійців, з тією метою, щоб ядерна загроза слугувала як Європі, так і НАТО. Саме на базі цих принципів оновлюються стосунки Франції з НАТО. Першим кроком був саміт у Страсбурзі-Келі 3 й 4 квітня 2009 року.